# チャンブリ族
チャンブリ族（チャンブリぞく、Chambli）は、パプアニューギニアに住む少数民族である。

## 居住地
ニューギニアを流れるセピック川の河口から290km、セピック川に向かう2本の川が流れるチャンブリ山の麓にある湖畔に小村落に分かれて暮らす。
村は女子の家、儀礼用の家、それぞれいくつかずつで構成される。家はすべて杭上式である。儀礼用の家は、古くから伝わる儀礼用の頭蓋骨を飾っている。

## 生活
漁業、交易を生業とし、魚類、貝殻貨幣と交換に、低地住民からサゴヤシ、サトウキビなどを得る。貨幣には普通、緑色の巻貝の殻を使う。
かつての石器に代えて、鉄器を使うようになってきた。
社会組織は、それぞれ4～5の氏族からなる2つの系統に分かれている。

## 土器
チャンブリの土器は彩色の施された特徴のあるものである。